# Битка при Диу
Битката при Диу е морска битка, водена на 3 февруари 1509 г. в Арабско море близо до пристанището Диу, Индия, между Португалската империя и съвместна флота на Гуджаратския султанат, Египетския мамелюкски султанат, заморина на Каликут с подкрепата на османските турци, Венецианската република и Дубровнишката република.

## Значение за световната история
Португалската победа е критическа: мамелюците и арабите отстъпват, улеснявайки португалската стратегия за контрол над Индийския океан за насочване на търговията покрай нос Добра Надежда, заобикаляйки традиционния път на подправките, контролиран от арабите и венецианците през Червено море и Персийския залив. След битката португалците бързо превземат ключови пристанища и райони в Индийския океан като Гоа, Цейлон, Малака и Ормуз, отслабвайки Мамелюкския султанат от Египет и Гуджаратския султанат, с което силно подпомага растежа на Португалската империя и определя нейното търговско господство за един век, след което то е отнето вследствие на Нидерландско-португалските войни и Битката при Суали, спечелена от Британската източноиндийска компания през 1612 г.
Тя ознаменува началото на европейския колониализъм в Азия. Отбелязва също преливането на християнско-мюсюлманската борба за надмощие във и около Средиземно море и Близкия изток, в Индийския океан, който по онова време е най-важният регион за международна търговия.
Битката при Диу е битка на унищожението като Лепанто и Трафалгар; една от най-важните в световната военноморска история и ознаменува началото на европейското господство сред азиатските морета, което продължава до Втората световна война.